# Guts (magazine)
Pour les articles homonymes, voir Guts.
 (janvier 2021).
Si vous disposez d'ouvrages ou d'articles de référence ou si vous connaissez des sites web de qualité traitant du thème abordé ici, merci de compléter l'article en donnant les références utiles à sa vérifiabilité et en les liant à la section « Notes et références ».
Guts était un magazine bimestriel masculin trash édité par Gérard Ponson au sein du groupe Hachette Filipacchi Médias et animé par Sébastien Cauet. La publication, qui vise un public jeune et masculin, se définit comme « un magazine sexy, potache, décalé, décomplexé et ludique ». Il est souvent décrié comme dégradant et sexiste par ses détracteurs. Ses éditeurs revendiquent un tirage de 140 000 exemplaires.
Lancé le 30 mars 2006, le bimensuel tiré à 240 000 exemplaires est suspendu en août 2006, après dix numéros. En effet, la Commission paritaire des publications et des agences de presse (CPPAP) refuse de lui délivrer un certificat d'inscription pour cause de publicité pour la marque Cauet, arguant que le magazine servait de base à la promotion de l'animateur de TF1. Guts obtient par la suite son numéro de commission paritaire et réapparaît en octobre 2006, en bimestriel.
Cauet se retire de Guts en janvier 2007. Ses ventes chutent depuis 2007.
En 2009, Guts est placé en redressement judiciaire. En 2010 un procès est engagé contre son ancien propriétaire, le groupe Lagardère. La Société de conception de presse et d'édition (SCPE) qui détient Guts est liquidée en 2012,.